# 比亞納親王加斯東
加斯東·德·富瓦（法語：Gaston de Foix，1445年—1470年11月23日），納瓦拉女王萊昂諾爾的長子。

## 家庭
1461年，加斯東與法國國王查理七世的女兒瑪格達萊娜公主結婚，兩人共有1子1女：
1. 法蘭西斯科（1467年—1483年），納瓦拉國王
2. 凱瑟琳（1468年—1517年），納瓦拉女王